# Макарије Алтајски
Архимандрит Макарије (рођ. Михаил Јаковлевич Глухарев; 30. октобар (10. новембар) 1792, Вјазма, Смоленска губернија - 18 (30. мај 1847, Болхов, Орловска губернија) - архимандрит Руске православне цркве, који је сачинио једну православну мисију, православни од првих покушаја превода Библије на руски језик.

## Биографија
Почетно образовање стекао је у Вјаземској богословској школи (1800-1803) и у Смоленској богословији, где је учио од 1803. до 1813. године, са прекидом 1812. због Наполеонове инвазије. Имао је ретку способност за језике. Захваљујући оцу, са седам година могао је да преводи кратке текстове са руског на латински. Са око 20 година Макарије је учио хебрејски, грчки, немачки и француски. Када је формирана друга година Петроградске богословске академије, према синодском декрету од 22. маја 1814. године, из Смоленске богословије послата су два најбоља ученика у Санкт Петербург – Захари Смирјагин и Михаил Глухарев. Михаил је завршио академски курс са 10. мастером; Посебно су се истакли његови писани радови. Овде је ректор академије Филарет (Дроздов) постао његов доживотни ментор.
По завршетку студија 1817. Глухарев је постављен за инспектора и професора црквене историје и немачког језика у Јекатеринославској богословији. Исте године постављен је за ректора Екатеринославског округа и парохијских школа. Овде, у Јекатеринославу, је замонашен; Пострижење је извршио архиепископ јекатеринославски Јов (Потемкин) 24. јуна 1818. године. Сутрадан је монах, по имену Макарије, рукоположен у чин јерођакона, а три дана касније – у чин јеромонаха.
Макарије је служио у Јекатеринославу до пролећа 1821. године, када је, као одговор на своју молбу за разрешење, указом Светог синода од 20. фебруара 1821. године, постављен за ректора Костромске богословије. На ово место постављен је, како је касније писао његов духовни ментор, митрополит Филарет: „по својој вољи, из нестрпљења, из незадовољства да своју личност види мање од свог места“. У Богословији је уздигнут у чин архимандрита.
Према молби, у августу 1824. Макарије је примио оставку и отишао у Кијевопечерску лавру. На путу за Кијев Макарије је прошао кроз Саров, где је добио предсказање старца Серафима о тешком крсту живота, и посетио свог исповедника старца Ливерија. Препун манастир му се учинио превише бучним, преселио се у Китајевску испосницу, али ни тамо није нашао мир и усамљеност. Одатле је писао молбу Светом синоду да преузме функцију библиотекара на Московској богословској академији, али је одбијен. У децембру 1825. године, уз дозволу Синода, одлази у Глинску испосницу. Овде је Макарије неко време нашао одмор у монашком раду. Овде је схватио шта недостаје руским богословским школама, упркос свим реформама. Макарије је у пролеће 1828. послао митрополиту Филарету своје дело „Мисли о унапређењу образовања народа у свештенству“. Бавио се и књижевним радом: преводио је Свете Оце („Исповести“ блаженог Августина, „Лествице“ Јована Лествичника, разговоре Григорија Богослова), написао је низ духовних песама. Године 1829. саставио је историјски опис Испоснице Глинске Богородице, објављен под именом Николај Самојлов.
Макарије је такође желео да реформише мисионарску делатност у Русији. Он је 17. фебруара 1829. поднео молбу да буде премештен у Сибир и „запослен“ на мисијском раду. Оно је било задовољно, и Макарије је крајем маја 1829. добио постављење у Тоболску епархију, где је архиепископ Евгениј (Казанцев) организовао мисију христијанизације народа који су живели у овом огромном региону. Тако је почело поклоничко путовање архимандрита Макарија у Сибир новом стаду. Стварање Алтајске духовне мисије отегло се до маја 1830; тек 23. августа архимандрит Макарије са два запослена – тоболским богословима А. Волковим и В. Поповом – стигао је у Бијск, који је постао центар Алтајске духовне мисије. Како је стицао искуство у мисионарској служби, архимандрит Макарије је почео да даје предност употреби руског језика у питању хришћанског преобраћења и црквењавања. За потребе хришћанског образовања на граници саставио је приручнике, не само за крштене Алтајце, већ и за Русе: „Почетно учење за човека који жели да проучава књиге Божанског писма“, „Азбучник Библије“. .” Свето писмо је цитирано на руском језику. Архимандрит Макарије је 23. марта 1834. године у писму митрополиту Филарету тврдио да је потребно превести свете текстове са оригиналних језика: Стари завет са јеврејског, а Нови завет са грчког.
У марту 1839. у нади да ће добити дозволу за објављивање његових превода на руски старозаветним књигама Макарије је дошао у Петроград. У то време је већ превео две библијске књиге: Књигу о Јову (1837) и Књигу Исаије (1839). Међутим, Свети Синод је 14. априла 1839. одлучио „захтев мисионара архимандрита Макарија да се остави без поступања“.
У децембру 1840. године, након исправљања својих рукописа на основу превода протојереја Герасима Павског, Макарије је поново, водећи рачуна о ширењу Речи Божије, веома оштро затражио од Синода дозволу за објављивање превода. Синод је поново одбио и донео одлуку 11. априла 1841.
Године 1844. ослобођен је мисионарства, али је уместо дозволе да иде на ходочашће у Јерусалим, послат у Болховски Тројице Оптински манастир Орловске епархије. Овде је место последњег служења архимандрита Макарија, које је трајало око три године. Болхов је за њега постао наставак мисионарске активности. Сматрао је да је православној руској покрајини потребно верско образовање ништа мање него Алтају. То је утицало на све нивое друштва. Тако се показало да чак ни градоначелник не познаје Символ вере.
У јесен 1846. Макарије је коначно добио дозволу да оде на ходочашће у Свету земљу - једногодишњи одмор у Јерусалим, али је путовање одложио до пролећа, а у пролеће, након што је завршио припреме за пут, постао је смртан. болестан и тихо преминуо 18. маја 1847. године. Његове последње речи биле су: „Светлост Христова просвећује свакога.“
Његов превод Старог завета је постхумно објављен у часопису Ортходок Ревиев (1860-1867) и коришћен је при раду на Синодалном преводу Библије.

## Канонизација
Канонизован је као Макарије Алтајски 2000. године од стране јубиларног Архијерејског Сабора Руске Православне Цркве у редовима преподобних „за праведно живљење, равноапостолски труд у превођењу Светог писма на алтајски језик и ширењу вере Христа на Алтају“. Спомен (на њега празнује се 18. (31.) маја, као и 23. јануара (5. фебруара) на дан Сабора костромских светитеља, 10. (23.) јуна на дан Св. Сабора Сибирских Светих и у недељу пре 28. јула (10. августа) на дан Сабора Смоленских светих.
У славу Макарија освећен је храм у Горно-Алтајску.